# الغزو الفرنسي للجزائر

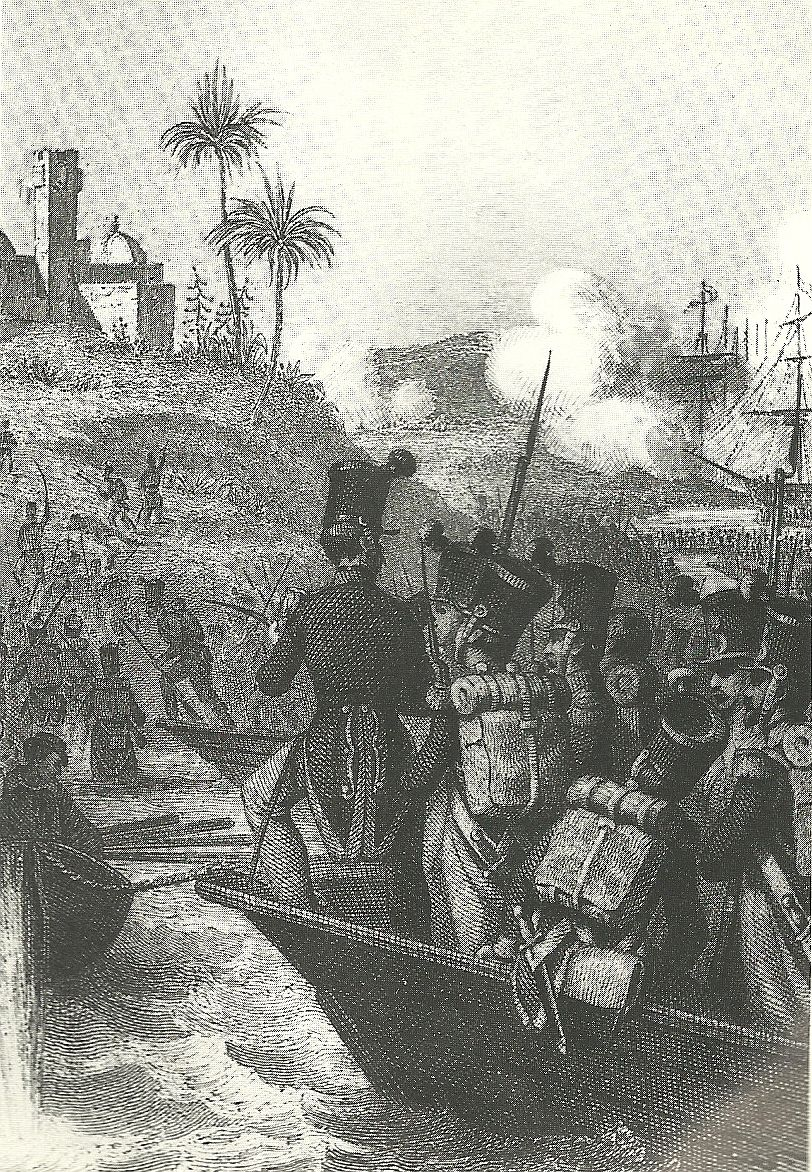
الهبوط في سيدي فرج في 14 يونيو 1830.

حدث الغزو الفرنسي للجزائر بين عامي 1830 و1847. في عام 1827، تصاعدت حجة بين حسين داي، حاكم  الجزائر  والقنصل الفرنسي إلى حصار بحري، وبعد ذلك غزت فرنسا واستولت عليها الجزائر بسرعة في عام 1830، وسيطرت بسرعة على المجتمعات الساحلية الأخرى. في وسط الصراع السياسي الداخلي في فرنسا، تم اتخاذ القرارات مرارًا وتكرارًا للاحتفاظ بالسيطرة على الإقليم، وتم جلب قوات عسكرية إضافية على مدار الأعوام التالية لقمع المقاومة في المناطق الداخلية من البلاد.
انقسمت قوات المقاومة الجزائرية بين القوات بقيادة أحمد باي بن محمد الشريف في قسنطينة، خاصةً في الشرق، والقوات القومية في منطقة القبائل والغرب. مكّنت المعاهدات مع القوميين في عهد الأمير عبد القادر الفرنسيين من التركيز أولاً على القضاء على التهديد المتبقي من الشرق بقيادة احمد باي  الذي تحقق مع أسر قسنطينة عام 1837. استمر عبد القادر في إعطاء مقاومة شديدة في الغرب. أخيرًا إلى المغرب في عام 1842، من خلال عمل عسكري فرنسي واسع النطاق وقاسي، واصل شن حرب عصابات حتى استسلم للقوات الفرنسية في عام 1847م.

## معلومات أساسية

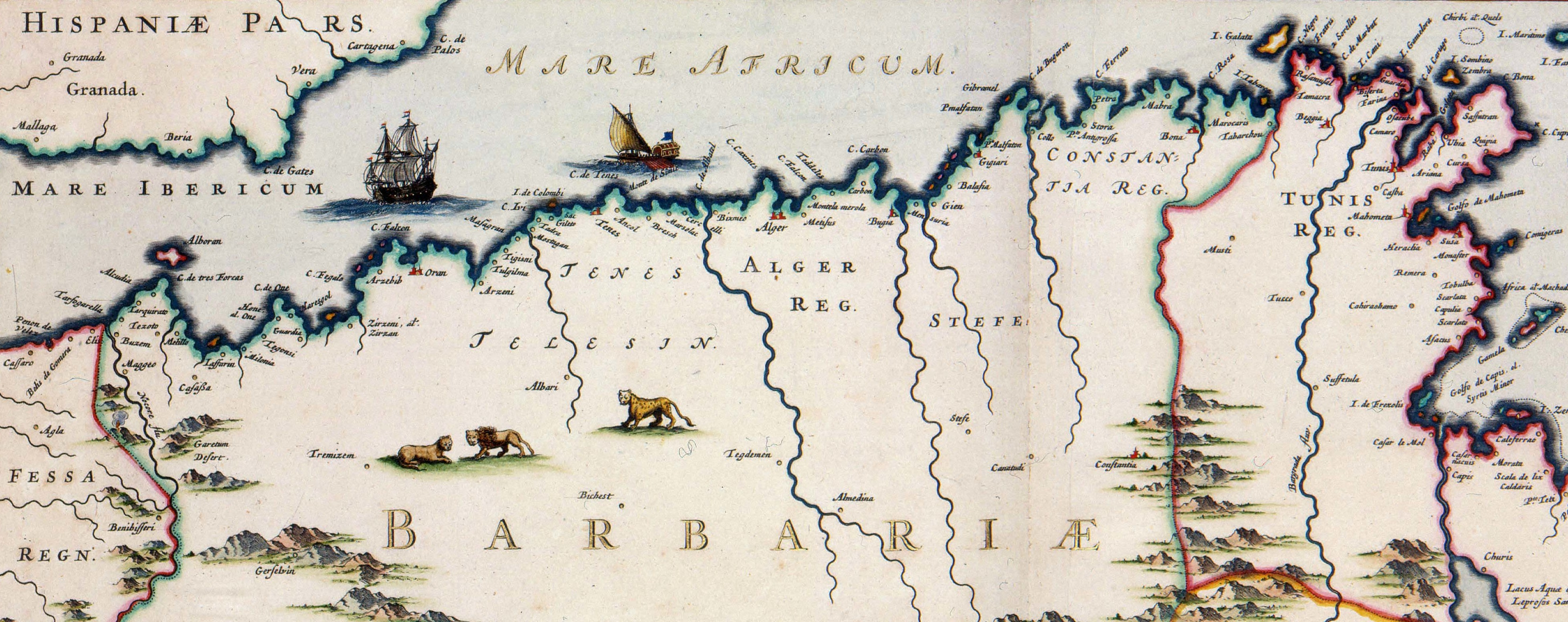
الأراضي الجزائرية سنة 1588 وحدودها مع تونس ومملكة فاس

كانت المنطقة المعروفة الآن باسم الجزائر، تحت سيطرة الإمبراطورية العثمانية بشكل جزئي في عام 1830. حكم الداي إيالة الجزائر بالكامل، لكنه لم يُسيطر بشكل مباشر إلا على مدينة الجزائر العاصمة وما حولها، بالإضافة إلى حكم البهوات (البيه) في عدد قليل من المناطق النائية، بما في ذلك مدن وهران وقسنطينة. وكان الجزء المتبقي من الإقليم، خاضعًا بالفعل لسيطرة الزعماء العرب المحليين (بما في ذلك الكثير من المناطق الداخلية للبلاد)، بينما كان الحكم عثمانيًا من الناحية الاسمية. تصرف الداي بشكل مستقل إلى حد كبير عن الإمبراطور العثماني، على الرغم من أنه كان مدعومًا من جانب (أو محكومًا من جانب، اعتمادًا على المنظور التاريخي) القوات الانكشارية التركية المتمركزة في مدينة الجزائر العاصمة. كانت سلطنة المغرب تُحد الأراضي الجزائرية من الغرب، وتونس في العهد العثماني من الشرق. كانت الحدود الغربية، «نهر تافنة»، مسامية على وجه خاص، منذ أن كان هناك روابط قبلية مشتركة عبره.
كانت إيالة الجزائر واحدة من القواعد الرئيسية للقراصنة البربر وتجار العبيد البربر الذين كانوا يهاجمون السفن المسيحية والمستوطنات الساحلية في البحر المتوسط وشمال المحيط الأطلسي. عاشت إيالة الجزائر مثل بقية السواحل البربرية، من تجارة العبيد أو البضائع المسلوبة من أوروبا وأمريكا وأفريقيا جنوب الصحراء. قصفت القوى الأوروبية مدينة الجزائر في مناسبات مختلفة للرد على أعمالها، وحرضت الولايات المتحدة على حروب البربر من أجل وضع نهاية للقرصنة الجزائرية ضد الملاحة المسيحية. بدأ غزو الجزائر في الأيام الأخيرة لاستعادة آل بوربون، من جانب شارل العاشر ملك فرنسا. كان يهدف من ذلك إلى وضع نهاية حاسمة لأعمال القرصنة البربرية، وزيادة شعبية الملك بين الشعب الفرنسي، وخاصة في باريس، إذ كان يعيش هناك كثيرًا من قدامى المحاربين من الحروب النابليونية. توقفت تجارة العبيد وأعمال القرصنة الجزائرية على الفور، بعد الغزو الفرنسي لمدينة الجزائر.

## غزو مدينة الجزائر
بيير جيلبرت

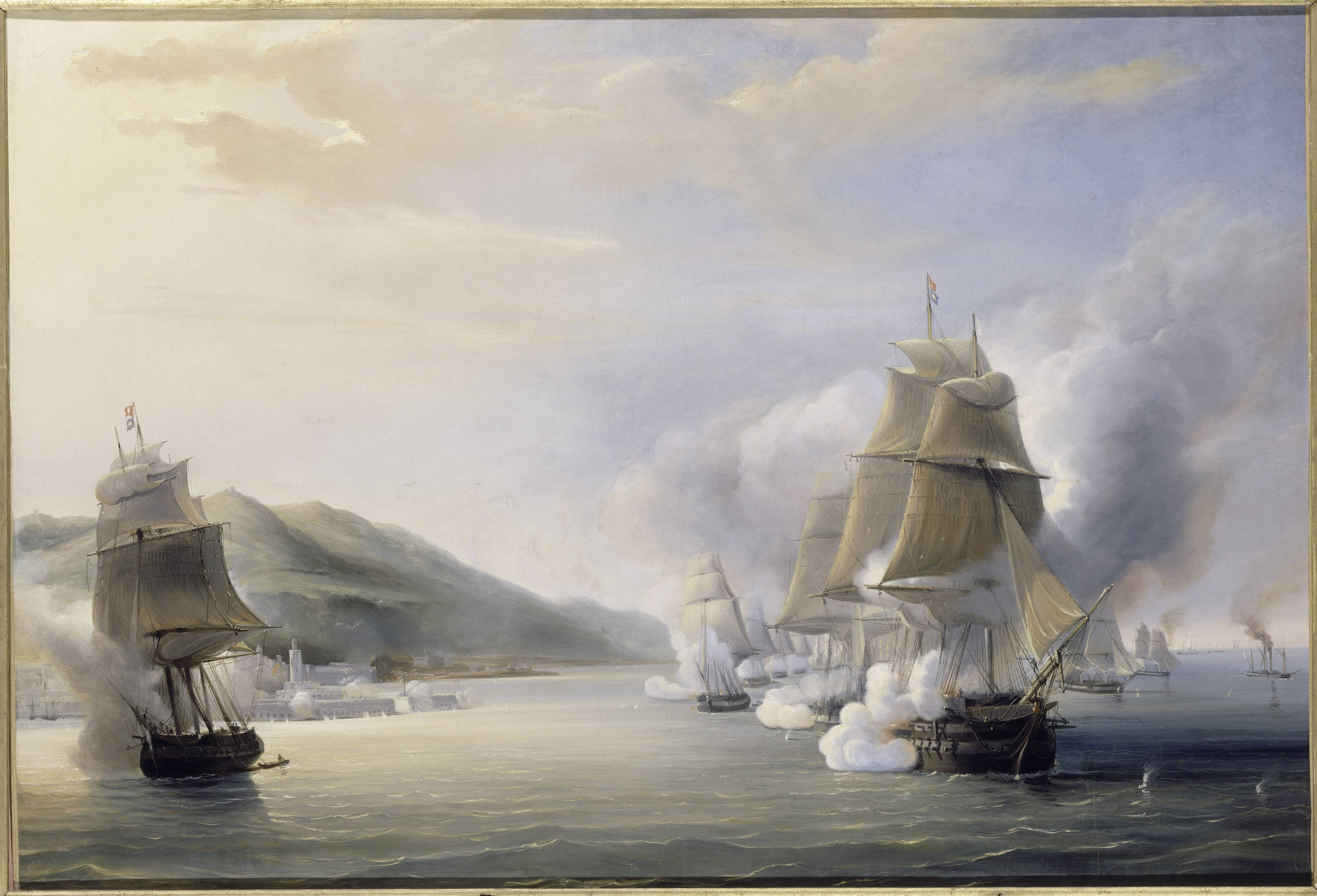
هجوم الأميرال دوبرى أثناء الاستيلاء على الجزائر في عام 1830.

تولى الأدميرال دوبريه قيادة أسطول بحري مكون من 600 سفينة في تولون، ثم توجه نحو مدينة الجزائر العاصمة. اتبع خطة لغزو الجزائر كانت موضوعة في الأساس في عهد نابليون سنة 1808، ثم هبط الجنرال دي بورمن بـ 34,000 جندي على بعد 27 كيلومتر (17 ميل) غرب مدينة الجزائر، عند ولاية سيدي فرج، في 14 يونيو 1830. أرسل الداي 7,000 جندي من القوات الانكشارية و 19,000 جندي من قوات بهوات قسنطينة ووهران، وحوالي 17,000 من القبايل، من أجل مواجهة الغزو الفرنسي. أسس الفرنسيون رأس جسر ساحلي قوي، وتوجهوا نحو مدينة الجزائر، إذ يعود الفضل في أحد الجوانب إلى المدفعية المتفوقة والتنظيم الجيد. هزم الفرنسيون جيش الداي في 19 يونيو في معركة سطاوالي، ودخلوا مدينة الجزائر في 5 يوليو بعد حملة استمرت ثلاثة أسابيع. قبل الداي الاستسلام في مقابل حريته وعرض الاحتفاظ بممتلكاته من ثرواته الشخصية. ذهب الداي بعد خمسة أيام تالية إلى المنفى في نابولي مع عائلته. تركت القوات الانكشارية التركية المنطقة، وغادرت إلى تركيا. أدى رحيل الداي إلى إنهاء 313 سنة من الحكم العثماني للمنطقة.
بينما وافقت القيادة الفرنسية من الناحية الشكلية على الحفاظ على الحريات والممتلكات والحريات الدينية للمواطنين، بدأت القوات الفرنسية على الفور في نهب المدينة واعتقال وقتل الناس لأسباب اعتباطية، والاستيلاء على الممتلكات وتدنيس الأماكن الدينية. طُرد آخر بقايا القوات التركية بشكل سريع بحلول منتصف أغسطس، دون فرصة لإسالة أو تصفية الممتلكات المهمة. تشير أحد التقديرات إلى تحويل أكثر من خمسين مليون فرانك من الممتلكات خلال النهب. ترك هذا الفعل أثرًا عميقًا على مستقبل العلاقات بين المحتلين الفرنسيين وبين السكان الأصليين. كتب لجنة فرنسية في عام 1833: أرسلناهم إلى الموت لمجرد اشتباه بسيط دون محاكمة للأشخاص الذين كانت تهمتهم موضع شك دائمًا.. وذبحنا الناس الذين يتصرفون بشكل آمن.. لقد تفوقنا على البرابرة في الوحشية. كان أحد الآثار الجانبية المهمة لطرد الأتراك خلق فراغ في السلطة في أجزاء معتبرة من الإقليم، والذي بدأ منه على الفور ظهور مقاومة الاحتلال الفرنسي. وصلت الأساليب المستخدمة من أجل تأسيس الهيمنة الفرنسية، إلى مستويات الإبادة الجماعية، وأدت الحرب والمجاعة والمرض إلى موت ما بين 500,000 إلى مليون جزائري، من تقدير إجمالي للجزائريين بحوالي 3 مليون.
وصلت أخبار احتلال مدينة الجزائر إلى باريس، بمجرد عزل شارل العاشر خلال الأيام الثلاثة المجيدة في يوليو 1830، وعُين ابن عمه لويس فيليب الأول (الملك المواطن) في رئاسة الملكية الدستورية. كانت الحكومة الجديدة والتي تتكون من معارضين ليبراليين لحملة الجزائر، معارضة للاستمرار في الغزو الذي بدأه النظام القدم. كان النصر بالرغم من ذلك، منتشرًا بشكل هائل، ولم تسحب حكومة لويس فيليب الأول سوى جزءًا من قوة الغزو. سحب الجنرال بورمونت القوات التي كان قد أرسلها لاحتلال مدينتي وهران وعنابة (أو بونة)، من تلك الأماكن، مدفوعًا بفكرة العودة إلى فرنسا من أجل استعادة شارل على العرش. وعندما أصبح من الواضح أن قواته لم تعد تدعمه في هذا العمل أو المجهود، فقد استقال وذهب إلى المنفى في إسبانيا. استبدله لوس فيليب، ببرتران كلوزيل في سبتمبر 1830.
حاول حاكم ولاية التيطري، الذي كان مشاركًا في «معركة سطاوالي»، أن ينظم المقاومة ضد الفرنسيين مع حكام ولايات وهران وقسنطينة، لكنهم لم يتمكنوا من التوافق حول القيادة. قاد كلوزيل كتيبة فرنسية من 8,000 جندي في نوفمبر نحو ولاية المدية، عاصمة التيطري، وفقد 200 رجل خلال المعارك. واحتل المدية دون مقاومة، بعد أن غادر 500 رجل ولاية البليدة، وتراجع الحاكم. وعاد إلى مدينة الجزائر بعد أن نصَّب حاكم موالي وحامي لها. وعلم عند وصوله إلى ولاية البليدة أن الحامية قد هوجم من جانب القبايل، وقتل بعض النساء والأطفال خلال مقاومتهم، مما تسبب في ثورة سكان البلدة عليه. فقرر كلوزيل أن يسحب تلك الحامية وكذلك عودة القوة إلى مدينة الجزائر.

## بداية الاستعمار
أدخل كلوزيل إدارة مدنية رسمية في مدينة الجزائر العاصمة وبدأ في تجنيد «كتيبة الزواف» أو المساعدين للقوات الفرنسية من السكان الأصليين، بهدف تأسيس وجود استعماري مناسب. أسس هو وآخرون شركة من أجل الحصول على الأراضي الزراعية وتدعيم توطينها من جانب المزارعين الأوروبيين، مما أدى إلى تشغيل الأرض. أدرك كلوزيل وجود إمكانيات زراعية لسهل متيجة وتوقع إنتاج القطن هناك على نطاق واسع. استخدم كلوزيل خلال فترة ولايته الثانية كحاكم عام (1835 – 36) منصبه في عمل استثمارات خاصة في الأراضي، وشجع ضباط الجيش والبيروقراطيين في إدارته على عمل الشيء ذاته. خلق هذا التطور اهتمامًا راسخًا بين المسئولين الحكوميين لمزيد من الوجود الفرنسي في الجزائر. بدأت المصالح التجارية ذات النفوذ الحكومي في إدراك أفق المضاربة المربحة على الأراضي في توسيع منطقة الاحتلال الفرنسي. وأنشؤوا مساحات زراعية كبيرة على مدار عشر سنوات، وبنوا المصانع والأعمال التجارية واشتروا عمالة محلية رخيصة.
حاول كلوزيل أيضًا أن يوسع من النفوذ الفرنسي نحو وهران وقسنطينة من خلال التفاوض مع حاكم تونس لإمداد أو تزويد الحكام المحليين الذين يعملون تحت إشراف الإدارة الفرنسية. رفض الحاكم ذلك، إذ رأى وجود صراعات واضحة في الفكرة. اعترضت وزارة الخارجية الفرنسية على المفاوضات التي أجراها كلوزيل مع المغرب خلال تأسيس أو تنصيب حاكم مغربي في وهران، والذي استُبدل في أوائل سنة 1831 ببيار بيرتيزين.
كان بيرتيزين مسؤولًا ضعيفًا معارضًا للاستعمار. وجاءت أسوء هزيمة عسكرية له عندما استُدعي لدعم حاكم ولاية المدية، الذي كان يدعم الفرنسيين، إذ تحول السكان ضده بسبب الفساد. قاد بيرتيزين القوات إلى المدية في يونيو 1831 من أجل تخليص الحاكم والحامية الفرنسية. تعرضوا لمضايقات مستمرة من جانب القبايل المقاومة في طريقهم للعودة إلى مدينة الجزائر، وانساقوا إلى التراجع في حالة من الذعر لم يستطع بيرتيزين السيطرة عليها. كانت الخسائر الفرنسية خلال ذلك التراجع كبيرة (تقارب 300 جندي)، وأشعل النصر لهيب المقاومة مما أدى إلى الهجوم على المستوطنات الاستعمارية. بدأت المصالح المالية الاستعمارية المتنامية، في الإصرار على وجود سيطرة أو إشراف أقوى، وهو الأمر الذي وفره لويس فيليب في حكم الدوق دي روفيغو.
استعاد روفيغو السيطرة على مدينتي عنابة (بون) وبوجي (تسمى الآن بجاية)، وهي المدن التي كان كلوزيل قد استولى عليها ثم فقدها بعد ذلك نتيجة لمقاومة القبايل. واصل روفيغو سياسات الاستعمار الخاصة بالأراضي ومصادرة الممتلكات. تميز قمعه للمقاومة في مدينة الجزائر بالوحشية، مع امتداد الوجود العسكري للمناطق المجاورة للمدينة. واستُدعى في عام 1833 نتيجة الطبيعة الوحشية الصريحة للقمع، وحل محله البارون فوارول. نجح فوارول في تأسيس احتلال لمدينة وهران، ومُنح جنرال فرنسي آخر، هو لويس أليكسي ديمشيل، القيادة المستقلة في كسب السيطرة على مدينتي أرزيو ومستغانم.
ضمت فرنسا رسميًا في 22 يوليو 1834 المناطق المحتلة من الجزائر بوصفها مستعمرة عسكرية، والتي يقدر عدد سكان المسلمين فيها بنحو «مليوني نسمة». أدار المستعمرة حاكم عسكري يتمتع بسلطة مدنية وعسكرية على حد سواء، بما في ذلك سلطة المرسوم التنفيذي. كانت سلطته من الناحية الشكلية مقتصرة على منطقة الاحتلال المحدودة، بالقرب من الساحل، ولكن كان هناك تجاوز لتلك المناطق من توسع الاستعمار الفرنسي على أرض الواقع، وهو الأمر الذي ضمن استمرار المقاومة من جانب السكان المحليين. توقفت سياسة الاحتلال المحدود رسميًا في عام 1840 لصالح سيطرة كاملة واحدة.
حل جان باتيست دروبت من إيرلون، محل فوارول، في عام 1834، والذي أصبح أول حاكم للمستعمرة، إذ كُلف بمهمة التعامل مع التهديد المتصاعد من جانب عبد القادر الجزائري، والفشل الفرنسي المتواصل في قمع أحمد باي حاكم قسنطينة.